# مرحلة خروج المغلوب في دوري أبطال آسيا 2007
مرحلة خروج المغلوب من دوري أبطال آسيا 2007 بدأت في 19 سبتمبر مع الدور ربع النهائي وانتهت في 14 نوفمبر مع النهائي لحسم بطل دوري أبطال آسيا 2007.

## القوس
|  | ربع النهائي                                 | ربع النهائي                                 | ربع النهائي             | ربع النهائي        |       |       | نصف النهائي        | نصف النهائي        | نصف النهائي | نصف النهائي |       |  | النهائي | النهائي | النهائي            | النهائي            |   |   |   |
|  |                                             |                                             |                         |                    |       |       |                    |                    |             |             |       |  |         |         |                    |                    |   |   |   |
|  | نادي سباهان أصفهان (ج.)                     | نادي سباهان أصفهان (ج.)                     | 0                       | 0                  | 0 (5) |       |                    |                    |             |             |       |  |         |         |                    |                    |   |   |   |
|  | كاواساكي فرونتال                            | كاواساكي فرونتال                            | 0                       | 0                  | 0 (4) |       |                    |                    |             |             |       |  |         |         |                    |                    |   |   |   |
|  | كاواساكي فرونتال                            | كاواساكي فرونتال                            | 0                       | 0                  | 0 (4) |       | نادي سباهان أصفهان | نادي سباهان أصفهان | 3           | 0           | 3     |  |         |         |                    |                    |   |   |   |
|  |                                             |                                             |                         |                    |       |       | نادي سباهان أصفهان | نادي سباهان أصفهان | 3           | 0           | 3     |  |         |         |                    |                    |   |   |   |
|  |                                             | الوحدة                                      | الوحدة                  | 1                  | 0     | 1     |                    |                    |             |             |       |  |         |         |                    |                    |   |   |   |
|  | الوحدة (قانون أهداف خارج الديار)            | الوحدة (قانون أهداف خارج الديار)            | الوحدة                  | 1                  | 0     | 1     | 0                  | 1                  | 1           |             |       |  |         |         |                    |                    |   |   |   |
|  | الوحدة (قانون أهداف خارج الديار)            | الوحدة (قانون أهداف خارج الديار)            |                         |                    |       |       | 0                  | 1                  | 1           |             |       |  |         |         |                    |                    |   |   |   |
|  | الهلال                                      | الهلال                                      | 0                       | 1                  | 1     |       |                    |                    |             |             |       |  |         |         |                    |                    |   |   |   |
|  |                                             |                                             |                         |                    |       |       |                    |                    |             |             |       |  |         |         | نادي سباهان أصفهان | نادي سباهان أصفهان | 1 | 0 | 1 |
|  |                                             |                                             | أوراوا رد دايموندز      | أوراوا رد دايموندز | 1     | 2     | 3                  |                    |             |             |       |  |         |         |                    |                    |   |   |   |
|  | نادي سونغنام                                | نادي سونغنام                                | 2                       | 2                  | 4     |       |                    |                    |             |             |       |  |         |         |                    |                    |   |   |   |
|  | الكرامة                                     | الكرامة                                     | 1                       | 0                  | 1     |       |                    |                    |             |             |       |  |         |         |                    |                    |   |   |   |
|  | الكرامة                                     | الكرامة                                     | 1                       | 0                  | 1     |       | نادي سونغنام       | نادي سونغنام       | 2           | 2           | 4 (3) |  |         |         |                    |                    |   |   |   |
|  |                                             |                                             |                         |                    |       |       | نادي سونغنام       | نادي سونغنام       | 2           | 2           | 4 (3) |  |         |         |                    |                    |   |   |   |
|  |                                             | أوراوا رد دايموندز (ج.)                     | أوراوا رد دايموندز (ج.) | 2                  | 2     | 4 (5) |                    |                    |             |             |       |  |         |         |                    |                    |   |   |   |
|  | أوراوا رد دايموندز                          | أوراوا رد دايموندز                          | أوراوا رد دايموندز (ج.) | 2                  | 2     | 4 (5) | 2                  | 2                  | 4           |             |       |  |         |         |                    |                    |   |   |   |
|  | أوراوا رد دايموندز                          | أوراوا رد دايموندز                          |                         |                    |       |       | 2                  | 2                  | 4           |             |       |  |         |         |                    |                    |   |   |   |
|  | جونبك هيونداي موتورز (دوري أبطال آسيا 2006) | جونبك هيونداي موتورز (دوري أبطال آسيا 2006) | 1                       | 0                  | 1     |       |                    |                    |             |             |       |  |         |         |                    |                    |   |   |   |

## ربع النهائي
| الفريق الأول       | إجم.                                  | الفريق الثاني                               | مباراة الذهاب | مباراة الإياب |
| ------------------ | ------------------------------------- | ------------------------------------------- | ------------- | ------------- |
| نادي سباهان أصفهان | 0–0 (5–4ركلات جزاء ترجيحية (كرة قدم)) | كاواساكي فرونتال                            | 0–0           | 0–0 (ب.و.إ.)  |
| الوحدة             | 1–1 (قانون أهداف خارج الديار)         | الهلال                                      | 0–0           | 1–1           |
| نادي سونغنام       | 4–1                                   | الكرامة                                     | 2–1           | 2–0           |
| أوراوا رد دايموندز | 4–1                                   | جونبك هيونداي موتورز (دوري أبطال آسيا 2006) | 2–1           | 2–0           |

### المحطة الأولى
| نادي سباهان أصفهان | 0–0   | كاواساكي فرونتال |
| ------------------ | ----- | ---------------- |
|                    | تقرير |                  |

| الوحدة | 0–0   | الهلال |
| ------ | ----- | ------ |
|        | تقرير |        |

| نادي سونغنام                       | 2–1   | الكرامة               |
| ---------------------------------- | ----- | --------------------- |
| كيم مين-هو 72' · تشو بيونغ كوك 74' | تقرير | Senghor Koupouleni 9' |

| أوراوا رد دايموندز                    | 2–1   | جونبك هيونداي موتورز |
| ------------------------------------- | ----- | -------------------- |
| ماكوتو هاسيبه 4' · تاتسويا تاناكا 59' | تقرير | تشوي جن تشول 90'     |

### المحطة الثانية
| كاواساكي فرونتال                                                                                             | 0–0   | نادي سباهان أصفهان                                                              |
| --- | ----- | ------------------------------------------------------------------------------- |
| | تقرير |                                                                                 |
| ركلات الترجيح                                                                                                |       |                                                                                 |
| كارلوس ألبرتو كارفاليو دوس أنغوس جونيور · كازوكي غاناها · ماساهيرو أوهاشي · هيرويوكي تانيجوتشي · شوهي تيرادا | 4–5   | هادي عقيلي · محرم نويدكيا · عبد الوهاب أبو الهيل · فارشاد بهادراني · جلال أكبري |

- تقدم سباهان 5–4 بركلات الجزاء الترجيحية مع 0–0 في الإجمالي

| الهلال          | 1–1   | الوحدة          |
| --------------- | ----- | --------------- |
| طارق التائب 85' | تقرير | إسماعيل مطر 18' |

- تقدم الوحدة بقاعدة الأهداف على أرض الخصم مع 1–1 في الإجمالي

| الكرامة | 0–2   | نادي سونغنام                                     |
| ------- | ----- | ------------------------------------------------ |
|         | تقرير | جواو سواريز دا موتا نيتو 9' · Kim Dong-hyun ‏ 71' |

- تقدم سيونغنام إيلهوا تشونما 4–1 في الإجمالي

| جونبك هيونداي موتورز | 0–2   | أوراوا رد دايموندز                          |
| -------------------- | ----- | ------------------------------------------- |
|                      | تقرير | تاتسويا تاناكا 3' · تشوي جن تشول 66' (ه.ذ.) |

- تقدم أوراوا رد دايموندز 4–1 في الإجمالي

## نصف النهائي
| الفريق الأول       | إجم.                                  | الفريق الثاني      | مباراة الذهاب | مباراة الإياب |
| ------------------ | ------------------------------------- | ------------------ | ------------- | ------------- |
| نادي سباهان أصفهان | 3–1                                   | الوحدة             | 3–1           | 0–0           |
| نادي سونغنام       | 4–4 (3–5ركلات جزاء ترجيحية (كرة قدم)) | أوراوا رد دايموندز | 2–2           | 2–2 (ب.و.إ.)  |

### المحطة الأولى
| نادي سونغنام                                  | 2–2   | أوراوا رد دايموندز                            |
| --------------------------------------------- | ----- | --------------------------------------------- |
| جواو سواريز دا موتا نيتو 10' · كم دو هيون 80' | تقرير | تاتسويا تاناكا 52' · روبسون بونتي 65' (ركلة.) |

| نادي سباهان أصفهان                                  | 3–1   | الوحدة              |
| --------------------------------------------------- | ----- | ------------------- |
| Mahmoud Karimi ‏ 11'، 58' · محرم نويدكيا 85' (ركلة.) | تقرير | محمد سعيد الشحي 48' |

### المحطة الثانية
| أوراوا رد دايموندز                                                           | 2–2   | نادي سونغنام                                               |
| ---------------------------------------------------------------------------- | ----- | ---------------------------------------------------------- |
| واشنطن سيركويرا 21' · ماكوتو هاسيبه 73'                                      | تقرير | تشوي سونغ كوك 56' · Kim Dong-hyun ‏ 69'                     |
| ركلات الترجيح                                                                |       |                                                            |
| روبسون بونتي · واشنطن سيركويرا · يوكي آبي · يويتشيرو ناغاي · تادأكي هيراكاوا | 5–3   | كم سانغ شك · تشوي سونغ كوك · Kim Dong-hyun ‏ · Park Jin-Sub |

- تقدم أوراوا رد دايموندز 5–3 بركلات الجزاء الترجيحية بعد 4–4 في الإجمالي

| الوحدة | 0–0   | نادي سباهان أصفهان |
| ------ | ----- | ------------------ |
|        | تقرير |                    |

- تقدم سباهان 3–1 في الإجمالي

## النهائي
| الفريق الأول       | إجم. | الفريق الثاني      | مباراة الذهاب | مباراة الإياب |
| ------------------ | ---- | ------------------ | ------------- | ------------- |
| نادي سباهان أصفهان | 1–3  | أوراوا رد دايموندز | 1–1           | 0–2           |

### المحطة الأولى
| نادي سباهان أصفهان  | 1–1   | أوراوا رد دايموندز |
| ------------------- | ----- | ------------------ |
| Mahmoud Karimi ‏ 47' | تقرير | روبسون بونتي 45'   |

### المحطة الثانية
| أوراوا رد دايموندز                | 2–0   | نادي سباهان أصفهان |
| --------------------------------- | ----- | ------------------ |
| يويتشيرو ناغاي 22' · يوكي آبي 71' | تقرير |                    |

- فاز أوراوا رد دايموندز 3–1 في الإجمالي